# Piszkos pénz
A Piszkos pénz (eredeti cím: The Drop) 2014-ben bemutatott amerikai bűnügyi-thriller, melyet Michaël R. Roskam rendezett és a Fox Searchlight Pictures forgalmazott. A film Dennis Lehane: 2009-es Állatmentés című novellája alapján készült. A főszerepben Tom Hardy, Noomi Rapace, James Gandolfini (utolsó filmszerepe) és Matthias Schoenaerts.
A filmet a TSG Entertainment és a Chernin Entertainment készítette. A világpremierje a Torontói Nemzetközi Filmfesztiválon volt 2014. szeptember 12-én, Magyarországi bemutató október 30-án volt. A projekt általánosságban pozitív értékeléseket kapott a kritikusoktól.

## Cselekmény
A jó természetű Bob Saginowski egy brooklyni bár pultja mögött dolgozik. Idősebb unokatestvére, Marv korábban az egyszerű munkásbár egyedüli tulajdonosa volt, de adósságai miatt át kellett engednie a helyi csecsen maffiának, és most csak szalmabábuként dolgozik a gengsztereknek. Ez utóbbiak számos ilyen feltűnésmentes kocsmát használnak a bűncselekményeikből származó bevételek gyűjtőhelyeként. A pénzt a kocsma működési ideje alatt a bárpulton keresztül, feltűnésmentes borítékokban csúsztatják át, majd egy nyíláson keresztül egy széfbe dobják, és másnap az üres italokkal vagy a szeméttel együtt elviszik. Az üzemeltető mindig röviddel előtte tudja meg, hogy az ő kocsmája egy adott estére „átadásra” van beütemezve.
Egy nap Bob egy bántalmazott pitbull kölyökkutyát talál a szemetesben, és közben megismerkedik a szomszédban lakó Nadiával. Bob elnevezi a kutyát Roccónak, és Nadia segít neki nevelni.
Egy éjszaka két fegyveres, álarcos férfi megrohamozza az éttermet, és kirabolja az egész napi bevételt. A rablás során Bob észreveszi, hogy az egyik rabló egy törött karórát visel. Mivel a rablás során egy alkalmazott megsérül, és kórházba került, a rendőrség érdeklődik az eset iránt. Bob és Marv azonban Torres nyomozóval szemben visszafogottan viselkedik, mivel mindketten tisztában vannak a bárjukban folyó bűnügyi tevékenységgel. Bob azonban a vallomásában véletlenül megemlíti, hogy az egyik rabló hibás karórát viselt.
Nem telik el sok idő, és a gengszterek erőszakkal fenyegetőzve követelik a pénzhiány pótlását.
Rocco gondozása közben Bob és Nadia közelebb kerülnek egymáshoz. Közben Marv találkozik az egyik rablóval, akiről kiderül, hogy a rablást ő szervezte. Eközben Bob találkozik egy bizonyos Eric Deeds-szel, aki hamarosan megjelenik a házában, azt állítva, hogy Rocco az övé, és Nadiáról kérdezi Bobot. Amikor Bob megkeresi Nadiát Deeds miatt, a nő elmondja neki, hogy ők ketten régebben randiztak.
Mivel Bob és Marv nem tudja visszafizetni a pénzt a csecseneknek, mindketten láthatóan feszültek, és Bob elmeséli Marvnak az Eric Deedsszel való találkozását. Eközben a hátsó udvaron találnak egy szemeteszsákot, amelyben az ellopott pénz, valamint a rabló levágott alkarja és rajta a hibás karóra van. Eközben Bob megtudja Marvtól, hogy Deeds azt állítja, hogy ő a felelős Richie Whelan, a bár törzsvendégének megoldatlan gyilkosságáért.
Miután visszaadja a talált pénzt a csecseneknek, Marv újabb rablást tervez a bárban. Ennek érdekében találkozik az első rablásból megmaradt bűntársával, és elmondja neki, hogy a Szuperkupa (Super Bowl) estéjén fogják kirabolni a bárt. Ez utóbbi azonban nem hajlandó részt venni egy újabb rablásban. Marv közben beül egy autóba, nyitva hagyja a csomagtartót, és megkéri a rablót, hogy zárja be újra. Miközben ez utóbbi ezt teszi, Marv hidegvérrel elgázolja. Marv ezután találkozik Deedsszel, és meggyőzi, hogy rabolják ki a bárt a Szuperkupa estéjén.
Bob ezután újra találkozik Deedsszel. Deeds a rendőrséggel fenyegeti, hogy illegálisan tartja a kutyáját. Azzal is fenyegetőzik, hogy halálra veri a kiskutyát, ha nem kapja vissza, hacsak Bob nem fizet neki 10.000 dollárt. Bob úgy dönt, hogy kifizeti a pénzt, és a pult alá teszi egy pisztollyal együtt. A Szuperkupa napján Deeds betör Nadia házába, és arra kényszeríti, hogy elkísérje a bárba. Marv eközben közli Bobbal, hogy nem érzi jól magát, és ezért nem fog dolgozni a Szuperkupa alatt.
A Szuperkupa estéjén a „futárok” rendszeresen hoznak pénzt a jól látogatott bárba. Deeds és Nadia is jelen van. Amikor kettesben maradnak Bobbal, mielőtt a bár bezár, és Deeds kimegy cigizni, Nadia figyelmezteti Bobot, hogy Deedsnél fegyver van. Amikor Deeds visszatér, a kutyáért kapott 10.000 dolláron kívül a széf tartalmát is követeli. Ahogy a helyzet egyre durvul, Bob elmeséli neki, hogyan ölték meg valójában Richie Whelant. Richie Whelan adósa volt Marvnak, aki akkoriban uzsorás volt. Whelan azonban ki tudta fizetni az adósságát, mert megütötte a jackpotot a kaszinóban. Mivel azonban Whelan sokkal több pénzt nyert, mint amennyivel tartozott, Marv úgy döntött, hogy az összes pénzt elveszi, mivel ő maga is szerencsejáték-függő és eladósodott. Hogy elfedje, hogyan jutott Marv ennyi pénzhez, Whelannek meg kellett halnia, és Bob lelőtte. Deeds megpróbál ellentmondani, és ismét azt állítja, hogy ő lőtte le Whelant.
Bob ekkor fegyvert ránt, lelövi Deedset, és közli Nadia-val, hogy most már szabadon távozhat. Megígéri, hogy nem szól senkinek, és hazamegy. Még aznap este a csecsenek eltüntetik Deeds holttestét, és begyűjtik a napi bevételt. Chovkától, a maffiafőnöktől Bob megtudja, hogy tudott Marv részvételéről a rablásban, és ezért félre kellett állítani. Chevko ezután Bobot nevezi ki a bár új tulajdonosának.
Másnap Torres nyomozó részvétét fejezi ki Bobnak Marv halála miatt. Ugyanakkor megkérdezi Bobot, hogy tud-e valamit Deeds eltűnéséről, és elmondja neki, hogy Deedsnek nem lehetett köze Richie Whelan meggyilkolásához, mert Deeds a bűncselekmény idején a pszichiátrián volt. Bob azt válaszolja neki, hogy vannak emberek, akik eltűnnek, és vannak, akik végül újra felbukkannak.
Végül Bob meglátogatja Rocco miatt Nadiát, és megkéri, hogy azt mondja neki, hogy tűnjön el az életéből. Ehelyett Nadia bemegy a házba, és felveszi a kabátját.

## Szereplők
| Szerep                 | Színész              | Magyar hang     |
| ---------------------- | -------------------- | --------------- |
| Bobby Saginowski       | Tom Hardy            | László Zsolt    |
| Nadia Dunn             | Noomi Rapace         | Németh Borbála  |
| Marvin Stipler         | James Gandolfini     | Törköly Levente |
| Eric Deeds             | Matthias Schoenaerts | Dolmány Attila  |
| Evandro Torres nyomozó | John Ortiz           | Vida Péter      |
| Romsey nyomozó         | Elizabeth Rodriguez  | Agócs Judit     |
| Dexter nyomozó         | Danny McCarthy       |                 |
| Chovka Umarov          | Michael Aronov       | Kálid Artúr     |
| Paul                   | Lucas Caleb Rooney   | Szkárosi Márk   |

## Bevétel
A Piszkos pénz Észak-Amerikában 809 moziban nyitott, 4 104 552 dollárt keresett, mozinként átlagosan 5074 dollárral és a jegypénztáraknál a 6. helyen végzett. A film szélesebb kiadása az Egyesült Államokban 1192 moziban történt, és végül 10 724 389 dollárt keresett belföldön, 7 933 992 dollárt pedig nemzetközileg, összesen 18 658 381 dollárt keresett, meghaladva a 12,6 millió dolláros költségvetését.

## Fordítás
- Ez a szócikk részben vagy egészben  a   The Drop (film) című angol Wikipédia-szócikk fordításán alapul.  Az eredeti cikk szerkesztőit annak laptörténete sorolja fel. Ez a jelzés csupán a megfogalmazás eredetét és a szerzői jogokat jelzi, nem szolgál a cikkben szereplő információk forrásmegjelöléseként.
- Ez a szócikk részben vagy egészben  a   The Drop – Bargeld című német Wikipédia-szócikk fordításán alapul.  Az eredeti cikk szerkesztőit annak laptörténete sorolja fel. Ez a jelzés csupán a megfogalmazás eredetét és a szerzői jogokat jelzi, nem szolgál a cikkben szereplő információk forrásmegjelöléseként.